# Omulew
Der Omulew (deutsch Omulef) ist ein rechter Zufluss des Narew in Polen. 

## Geografie
Der Fluss entspringt südlich des Jezioro Koniuszyńskie nordöstlich von Nidzica (Neidenburg) in der Woiwodschaft Ermland-Masuren, durchfließt den Jezioro Omulew, verläuft dann in ostsüdöstlicher Richtung nach Wielbark (Willenberg), bildet ein kurzes Stück die Grenze zur Woiwodschaft Masowien, fließt weiter in südöstlicher Richtung durch Baranowo und nach Ostrołęka, wo er nach einem Lauf von 114 km in den Narew mündet. Sein Einzugsgebiet wird mit 2053 km² angegeben.